# Gualtiero Bassetti
Gualtiero Bassetti (Popolano di Marradi, Toscana, 7 d'abril de 1942) és un cardenal italià de l'Església Catòlica, actual Arquebisbe de Perusa-Città della Pieve. El 22 de febrer de 2014 el Francesc el creà cardenal prevere amb el títol de Santa Cecilia.

## Biografia
Bassetti va ser ordenat prevere el 29 de juny de 1966 pel cardenal Ermenegildo Florit, arquebisbe de Florència. El 9 de juliol de 1994 va ser nomenat Bisbe de Massa Marittima-Piombino i consagrat el 8 de setembre pel cardenal Silvano Piovanelli. Va ser nomenat Bisbe d'Arezzo-Cortona-Sansepolcro el 21 de novembre de 1998; i 
el 2009 va ser nomenat Arquebisbe de Perusa-Città della Pieve.
Va ser elegit cap de la Conferència Episcopal d'Umbria el 2012, i actualment és vicepresident de la Conferència Episcopal Italiana
El 22 de febrer de 2014 va ingressar al Col·legi Cardenalici. En resposta al seu nomenament, Bassetti comentà «Els meus objectius no han canviat. Vull visitat fàbriques i hospitals, perquè com el Papa diu, "hem de ser pastors amb olor d'ovella". És hora de tornar-se a arremangar.» També lloà el nomenament papal de l'arquebisbe Loris Capovilla com a «una referència directe del Concili Vaticà II». La Stampa digué que era un «nomenament sorpresa». Era el primer bisbe de Perusa que era nomenat cardenal des de Gioacchino Pecci (qui esdevindria el Papa Lleó XIII) el 1853. El seu nomenament ha estat vist, d'acord amb John L. Allen, com una demostració de la preferència del Papa Francesc vers els «tradicionalment oblidats locals» i pels «políticament moderats». Un altre observador el va descriure com «instantàniament papable, un home tallat de la mateixa manera que Francesc». Giovanni Paciullo, rector de la Universitat per a Estrangers de Perusa, afirmà que el nomenament era un tribut a la «preocupació constant [de Bassetti] pels febles, els exclosos, els estrangers… que l'han portat amb els marginats i els que pateixen».